# De zaak Blinkstein
 De zaak Blinkstein  is een verhaal uit de Belgische stripreeks Piet Pienter en Bert Bibber van Pom.
Het verhaal verscheen voor het eerst in Gazet Van Antwerpen van 26 mei 1978 tot 9 september 1978 en als nummer 34 in de reeks bij De Vlijt.

## Personages
- Piet Pienter
- Bert Bibber
- Susan
- Kommissaris Knobbel
- Knobbelmannen
- Honoré d'Agterwiel (alter ego van Jakobus Slurf)
- J.B. Blinkstein

## Albumversies
De zaak Blinkstein verscheen in 1978 als album 34 bij uitgeverij De Vlijt. In 1997 gaf uitgeverij De Standaard het album opnieuw uit.